# Les Vamps
Pour les articles homonymes, voir Vamps.
Les Vamps est un duo comique français composé de Nicole Avezard, dans le rôle de Lucienne Beaujon, et Dominique de Lacoste dans le rôle de Gisèle Rouleau. Elles incarnent, grimées, deux vieilles dames particulièrement caricaturales habillées en ménagères des années 1950.
À partir de 2009, le duo se sépare : Dominique de Lacoste joue son personnage de Gisèle des Vamps en solo. Nicole Avezard reforme un nouveau duo Lucienne des Vamps et Solange joué par Isabelle Chenu, dans le rôle de Solange, la nièce « pas finaude » de Lucienne Beaujon.

## Historique
Nicole Avezard est née le 7 janvier 1951 à Savigny-sur-Orge. Dominique de Lacoste est née le 23 février 1958 à Villefranche-sur-Saône.
Nicole Avezard est docteur en mécanique des fluides (1975), et Dominique de Lacoste a fait des études de droit interrompues prématurément.
Vers 1984, les deux comédiennes créent les personnages de Praline et Berlingote dans des petites salles ainsi qu’au festival d’Avignon. Elles font également du théâtre de rue. Pendant leurs spectacles, elles incarnent divers personnages, dont deux vieilles dames. C’est ainsi que leur vient l’idée de baser tout un spectacle sur ce thème. Les personnages sont alors peu à peu étoffés dans un nouveau spectacle appelé Il était une fois Gisèle Rouleau et Lucienne Beaujon puis Les Vamps. Les personnages acquièrent à ce moment les caractères qui leur sont propres (Gisèle : une dame opulente, autoritaire, méchante ; et Lucienne : une dame maigre, gentillette, niaise et naïve). À cette période, elles apparaissent toutes deux dans l'émission de Philippe Bouvard intitulée Le Petit Théâtre de Bouvard.
Le duo se produit ensuite dans l’émission La Classe puis présente sur scène son tout premier grand spectacle racontant le pèlerinage à Lourdes du « Club des joyeux moutons » en 1988. Le spectacle se déroule au Palais des Glaces à Paris.
En 1991, elles créent leur deuxième spectacle Autant en emportent les Vamps. Le spectacle dure deux ans et connaît trois versions différentes. En 1992, Les Vamps décident de se séparer : Nicole adopte un enfant et veut se consacrer à la peinture, Dominique décide donc de mener sa carrière de comédienne en solo. Pour marquer leur départ, elles se produisent à l’Olympia pour un ultime spectacle, Adieu les Vamps.
En 1993, Dominique reprend son rôle de Gisèle mais cette fois-ci sans Nicole (Lucienne). Elle crée un nouveau duo, Gisèle et Robert, avec Jean-François Kopf. Ils joueront le spectacle Gisèle et Robert au Théâtre du Splendid à Paris du 4 février au 21 mai 1993. Le spectacle ne rencontrera pas le même succès que Les Vamps et le spectacle s’arrêtera après le 21 mai 1993.
En 1995, elles reviennent avec un nouveau spectacle Lâcher de Vamps, dans lequel elles se retrouvent au micro d’une radio libre. S’ensuivent plusieurs années d’absence, ponctuées par quelques apparitions, rarissimes, dans des émissions télé ou des expositions de peinture pour Nicole. Dominique joue un One Woman Show en « civil » Vous êtes libre. 
En Mars 2000, l’émission C’est Mon Choix sur France 3, décide de les réunir pour une émission consacrée aux comédiens ou comédiennes qui ont créé des personnages avec Marie-Thérèse Porchet.
Leur grand retour a lieu en 2002. Elles reprennent leur tout premier spectacle, réactualisé, et font une tournée durant quatre ans. En juin 2008, Les Vamps fêtent leurs 20 ans aux Folies Bergères à Paris en reprenant le spectacle Les Vamps ah ben les r’voilà pour trois dates. 
En 2008, un nouveau spectacle intitulé En coup de Vamp est lancé. Cependant, il s’agit cette fois-ci d’un one woman show avec Gisèle Rouleau (sans Lucienne, donc) qui doit s’occuper de son amie Simone Jansen (« Mâme Jansen »), hospitalisée. Retour de Gisèle en 2013 avec Sous les feux de la Vamp, spectacle dans lequel elle se retrouve sollicitée par son maire pour être « professeuse » dans une classe d'insertion sociale. En 2015, c’est en civile que Dominique De Lacoste  (Gisèle des Vamps) jour dans la pièce Marié à Tout Prix avec Thierry Beccaro pendant 3 ans. En octobre 2018, c’est en Gisèle que Dominique remonte sur scène avec le spectacle Vamp privée.com et qui va repartir prochainement en tournée avec la production L’Agence des Artistes en 2025-2026.
De son côté, Lucienne Beaujon remonte sur les planches dans un nouveau spectacle intitulé Lucienne fait sa Vamp, accompagnée de sa nièce Solange, une fille « pas finaude » en formation couture (option ourlet) au pensionnat Sainte-Cécile de l'Angelus. Ce personnage est joué par Isabelle Chenu qui, en dehors de la scène, est médecin dans un EHPAD. Le nouveau duo enchaîne avec deux autres spectacles : Label Vamp en 2012 et Vamp in the Kitchen en 2015, puis Amicalement Vamp en 2019 et jusqu'au 4 février 2024.

## Spectacles

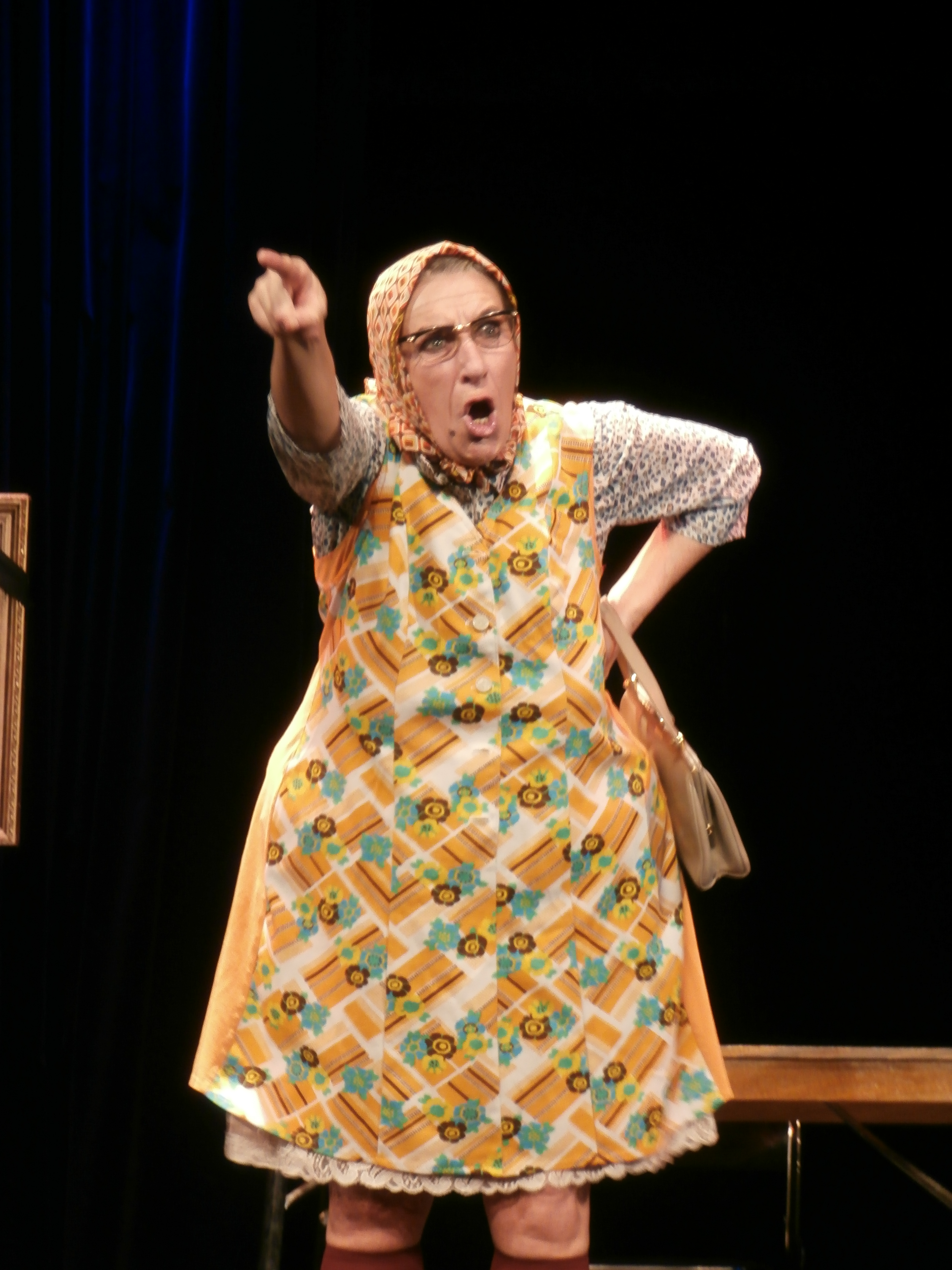
Gisèle dans le spectacle Sous les Feux de la Vamp.

- 1988 à 1990 : Les Vamps - Gisèle et Lucienne se rendent à Lourdes lors d’un voyage organisé par le club des Joyeux Moutons (au Palais des Glaces, à L’Olympia puis en tournée en France. Disponible en K7 Audio, DVD, CD, VHS et 33 tours).
- 1990 à 1992 : Autant en emportent les Vamps - Une inondation dans l’appartement de Gisèle conduit les deux amies à cohabiter pendant 6 mois chez Lucienne. Elles gagnent un voyage aux États-Unis à la suite d'un concours (au Palais des Glaces, à L’Olympia puis en tournée en France, Belgique et Suisse. Disponible en K7 Audio, DVD, CD et VHS).
- 1992 : Adieu les Vamps - Les Vamps veulent arrêter de se produire sur scène, elles finissent avec une compilation des deux premiers spectacles (à L’Olympia puis en tournée en France, Belgique et Suisse. Disponible en DVD et VHS).
- 1995 à 1997 : Lâcher de Vamps - De retour des États-Unis, Lucienne échange par erreur sa valise de médicaments contre un émetteur radio. Elle décide alors de créer une radio de quartier (au Palais Des Glaces, à L’Olympia puis en tournée en France. Disponible en DVD et VHS).
- 2003 à 2008 : Ah ben les r’voilà - Ce spectacle est une remise au goût du jour de leur premier spectacle, où le duo part en pèlerinage à Lourdes (à L’Olympia, au Casino De Paris, en tournée en France puis dernières aux Folies bergères en 2008. Disponible en DVD).
- 2008 à 2012 : En coup de Vamp - Gisèle est chargée de s’occuper de Mâme Jansen, hospitalisée après un accident (disponible en DVD).
- 2008 à 2012 : Lucienne fait sa Vamp, avec Solange - Spectacle mettant en scène Lucienne et son assistante, sa nièce Solange (Isabelle Chenu) (disponible en DVD sur la FNAC).
- 2012 à 2015 : Label Vamp - Solange, enfin diplômée de son C.A.P couture option ourlet, se fait héberger par sa tante Lucienne et se lance dans la vie sous ses conseils (au Casino De Paris et en tournée. Disponible en DVD sur le site de la FNAC).
- 2013-2014 : Sous les feux de la Vamp - Gisèle se retrouve sollicitée par son maire pour être « professeuse » dans une classe d'insertion sociale (capté[6] mais non disponible en DVD).
- 2015 à 2020 : Vamp in the Kitchen - Lucienne et Solange sont sélectionnées pour participer à un célèbre jeu de téléréalité, Un souper plus que parfait (disponible en DVD uniquement sur le site de la FNAC[7]).
- Depuis 2018 : Vamp privée.com - Gisèle enterre tous ses proches et se retrouve de plus en plus seule. Elle décide alors d'intégrer une maison de retraite. N'étant pas fortunée, elle doit se trouver un bon parti. (repart en tournée en 2025-2026 et produit par la production l'Agence des Artistes).
- 2020 à 2024 : Amicalement Vamp - Lucienne se fait attaquer et voler son sac à main dans la rue, Lucienne et Solange décident de mener leur enquête et se lancent à la recherche du voleur[7](capté le dimanche 4 février 2024 au Zénith de Caen pour la dernière, devrait sortir en DVD prochainement).

## Documentaires
1993 : Les Vamps story - L'histoire du début de Nicole Avezard et Dominique de Lacoste dans le rôle des Vamps (disponible en VHS et en bonus du DVD Autant en emportent les Vamps).

## Autour du groupe
- Les Vamps ont enregistré un 45 t en 1990 « La Vampada ». Plusieurs artistes, tels que Maurane, Véronique Genest, Sylvie Joly, Xavier Deluc, Rufus, Marc Jolivet, Karim Kacel, Alain Sachs ou encore Serge Papagalli, participeront au clip.
- Les Vamps ont leur statue au Musée Grévin.
- Elles ont créé un faux défilé de mode en 1989 « La basse couture » présenté par Nagui.
- Elles ont également fait une émission-télé « Chaud les Vamps » (disponible en DVD et VHS). Dans cette émission, Les Vamps réalisent une série de reportages parodiques sur différents sujets : la queue au guichet de la Sécu, les centres de remise en forme, le coiffeur, la boulangerie, la boucherie, l'enterrement de Mâme Bournigaud…, tout ceci avec des invités de premier plan tels que Philippe Chevallier, Régis Laspalès, Dany Boon, Valérie Bonneton, Chantal Ladesou, Marcel Amont, Pascal Elbé, Alain Sachs ou encore Michel Drucker.

## Personnages

### Gisèle
Gisèle Rouleau est autoritaire, sans gêne, et assez envahissante (surtout dans Autant en emportent les Vamps). Elle est dominatrice par rapport à Lucienne qu'elle aime reprendre. Elle se plaît aussi à critiquer les autres, avoir raison, et est plutôt prétentieuse : bien qu'elle se décrive comme « assez enrobée », elle se flatte souvent, notamment sur son corps. Malgré cette apparence sévère, elle est en réalité attachée à Lucienne, bien que les preuves de cet attachement soient rares.
Elle aime également bien manger et bien boire, ainsi que tricoter. Gisèle a eu deux maris ; le premier est mort, le second a été emprisonné sur dénonciation de Gisèle après avoir tué le premier à coups de cric.

### Lucienne
Lucienne Beaujon est une vieille fille gentille, naïve et plutôt niaise (Gisèle dit d'elle qu'elle ne voit jamais rien venir). Elle est la plupart du temps soumise à Gisèle, qu'elle n'ose pas contrarier. Elle croit toujours au grand amour bien qu'elle n'ait « pas encore servi ». Elle aime les séries américaines et ses oiseaux naturalisés dont Gisèle a horreur. Lucienne, de santé fragile, possède une valise remplie de médicaments, utiles ou non, qu'elle trie sans cesse. 
Elle ne semble également pas très cultivée (par exemple elle parle de la « couche d'eau jaune »).

### Les Mâmes et les M'sieurs
- Mâme Jansen : amie satellite de Gisèle et Lucienne. Elle est le personnage secondaire le plus important dans les spectacles des Vamps.

Dans « Autocar pour Lourdes », Gisèle et Lucienne la choisissent dans le public pour une séance photo. De même, dans « Règlements de comptes », elle donne raison à Gisèle qui se disputait avec Lucienne sur le mot autoroute. Puis, dans « Les courses », elle réclame sa demi-baguette quotidienne à Lucienne qui, ayant oublié d’acheter la sienne, est obligée de couper celle de Madame Jansen.
Et ce n’est que dans « L’avenir dans les cartes » qu’elle réalise qu’elle a été roulée et traite Gisèle de malhonnête. Par la suite, dans « Médisances », on apprend qu’elle ouvre la porte à tous les représentants. Pour se venger de Gisèle, elle raconte à Lucienne que le plombier venu réparer l’appartement de Gisèle, a terminé ses travaux depuis longtemps.
Dans leur troisième spectacle, Madame Jansen espionne les deux commères en utilisant sa TSF pour écouter à travers la radio de Lucienne. Mais Gisèle s’en rend compte et lui fait croire qu’elle a volé ses économies dans le buffet. Après leur procès, les Vamps reçoivent la grosse (jugement du tribunal) et font allusion encore une fois à Madame Jansen. Dans l’émission télé « Chaud les Vamps », on voit enfin son vrai visage. Son véritable nom est Simone Jansen.
- Mâme Rossignol : voisine dont la fille est décrite comme étant une « dévergondée ».
- Mâme Forget : autre voisine fréquemment citée dans les sketches.
- Mâme Camin : grosse tricoteuse intime d'après Lucienne, elle s'est fait opérer de « la » vésicule (alors que Lucienne en a plusieurs, et Gisèle aucune).
- Mâme Gouret : travaille dans une mercerie, où elle fait des « invendus ». Selon Gisèle, ce serait plutôt des « invendables ». Selon Gisèle, ce n'est pas une lumière.
- Mâme Gourot : voisine décédée, sur la tombe de laquelle se rendent Gisèle et Lucienne. Sa mort aurait été causée par les œufs brouillés de Lucienne.
- Mâme Lachaise : maraîchère.
- Mâme Simonet : fait partie du club des Joyeux Moutons ; elle perd tout le temps ses dents. Gisèle la décrit comme « bien jaune ».
- Mâme Tranchard : voisine décédée dont la tombe est décrite comme « toute moisie » par Lucienne. Gisèle ajoute : « déjà que de son vivant… »
- Mâme Trouillet : autre voisine décédée.
- Mâme Gouin : voisine critiquée par Gisèle ; sa cuisine serait trop lourde.
- Mâme Pichet : voisine la plus critiquée par Gisèle et Lucienne.
- Mâme Biche : autre voisine critiquée par Gisèle.
- Mâme Lecoq : voisine qui s’est fait « tirer les rides » ; Gisèle et Lucienne estiment qu’elle « sent » et qu’elle postillonne. Elle est également incontinente.
- Mâme Badrignand : voisine fréquemment citée dans les sketches, adore les sucreries.
- Mâme Ribodet : membre du club des Joyeux Moutons qui porte un corset de maintien.
- Mâme Legendre : voisine décédée dont le faire-part de décès est envoyé à Lucienne.
- Mâme Landrin : voisine chez qui Lucienne avait cassé une potiche.
- Mâme Bourru : voisine dont le fils est le juge chargé du procès des Vamps dans Lâcher de Vamps.
- Mâme Tromblond : voisine réputée pour « tousser fort ».
- Mâme Bourdin : voisine opérée de la vésicule.
- Mâme Bournigaud : voisine décédée dont l’enterrement est raconté dans Chaud les Vamps.
- Mâme Fortin : boulangère qui apparaît dans Chaud les Vamps (Catherine Lachens).
- Mâme Tripet : bouchère « boucherimancienne » (Chantal Ladesou).
- Mâme Garcia : voisine de Lucienne ayant fait des commandes à une émission de téléachat.
- Mâme Potier : voisine critiquée par Lucienne et Solange.
- Mâme Durand : voisine de Lucienne qui fait exprès de se sentir mal pour voir du monde. Quand, un jour, Lucienne l'a laissée toute seule, on l'a retrouvée morte.
- Mâme Bleuet : voisine qui après avoir raté sa teinture n'a jamais aussi bien porté son nom.
- Mâme Briand : dans le coma avec Mâme Jansen.
- Mâme Berthier : elle se fait coiffer par un coiffeur.
- Mâme Serpentin : voisine dont la montre n'avait pas été retirée lors de son enterrement.
- Mâme Lebranchu : voisine qui se serait fait « attenter » selon Gisèle.
- Mâme Georget : a attrapé la maladie d’Alzheimer.
- Mâme Robin : sa fille a encore grandi.
- Mâme Rideau : selon Lucienne, son enterrement était trop triste.
- Mâme Guerret : elle a attrapé une phlébite.
- Mâme Girard.
- Mâme Lejeune.
- Mâme Guirret.
- Mâme Henriette.
- Mâme Levent.
- Mâme Martin.
- Mlle Raci : vieille fille qui participe à la fête de charité, coiffeuse.
- M'sieur Serpentin : veuf sur lequel Lucienne a des vues.
- M'sieur Morond : charcutier qui n'a pas payé son annonce à la radio dans Lâcher de Vamps .
- M'sieur Chevret : cordonnier ; un pèlerinage à Lourdes l'a guéri de son « cancer à l'utérus ».
- M'sieur Maillet.
- M'sieur Martin.

### Les oiseaux de Lucienne
Lucienne possède deux oiseaux, appelés Jean-Luc et Geneviève, puis surnommés Jonathan et Jennifer lors du spectacle « Lâcher de Vamps ». Gisèle les a en horreur et ne cesse de les critiquer au cours des sketchs, en mettant en avant leur « odeur » qu’elle ne supporte pas. Elle déplore également qu’ils soient la seule compagnie de Lucienne. Cette dernière, en revanche, trouve dans ses oiseaux un certain réconfort et ne s’en sépare jamais. C’est d’ailleurs à leur sujet qu’une dispute éclate à la fin du spectacle « Les Vamps », après que Gisèle les a vaporisés avec du désodorisant. On ne les voit plus depuis 2008.